# کریگ فالکونبریج
کریگ فالکونبریج (انگلیسی: Craig Faulconbridge؛ زادهٔ ۲۰ آوریل ۱۹۷۸) بازیکن فوتبال اهل بریتانیا است.
از باشگاه‌هایی که در آن بازی کرده‌است می‌توان به باشگاه فوتبال میدنهد یونایتد، باشگاه فوتبال ووکینگ، باشگاه فوتبال هال سیتی، باشگاه فوتبال آکسفورد سیتی، باشگاه فوتبال آیلزبری، باشگاه فوتبال ورکسام، باشگاه فوتبال دیدکات تاون، باشگاه فوتبال کاونتری سیتی، باشگاه فوتبال وینگیت و فینشلی، باشگاه فوتبال کارشالتون اتلتیک، و باشگاه فوتبال وایکام واندررز اشاره کرد.